# Katarzyna Cichopek

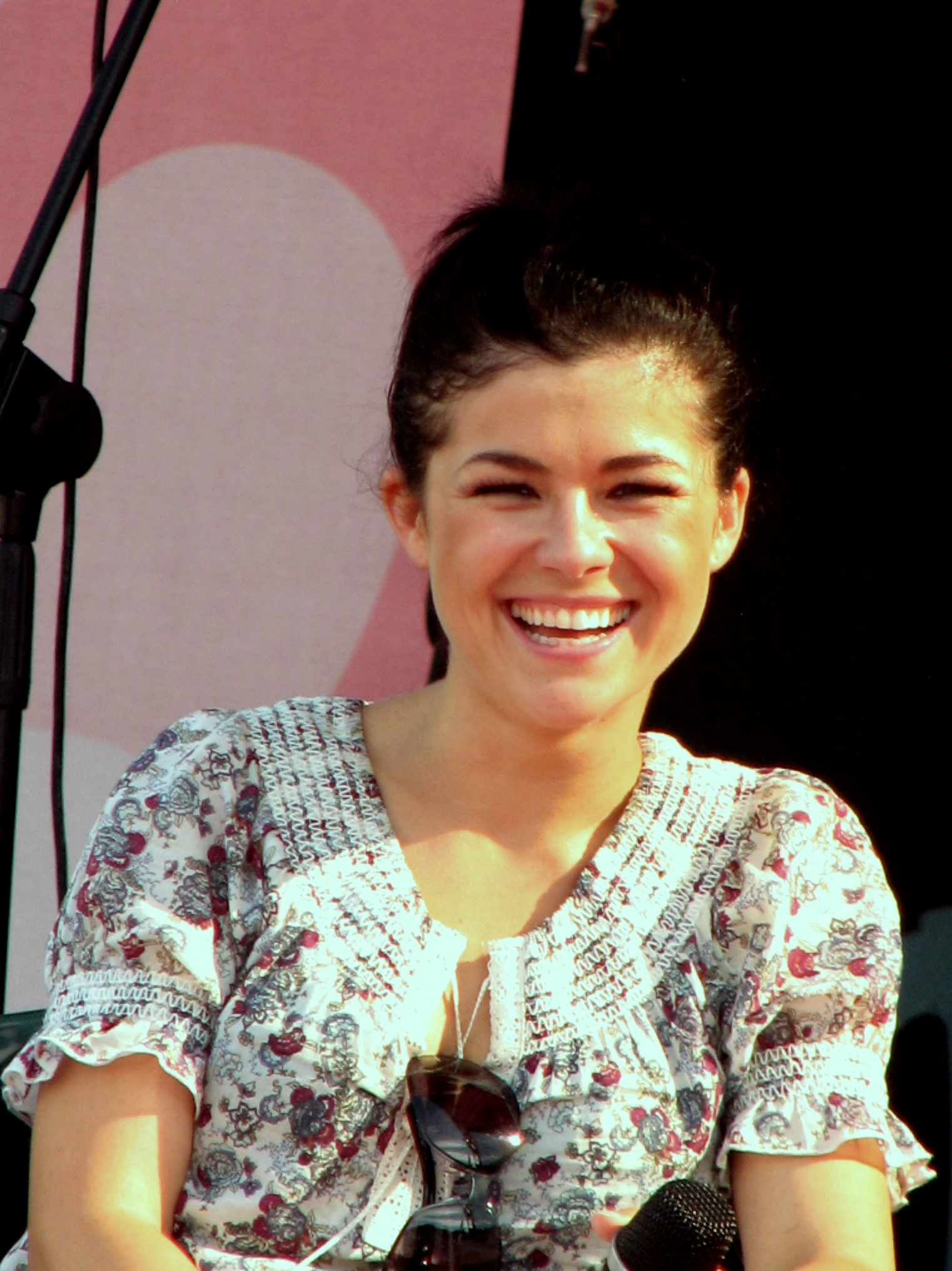
Katarzyna Cichopek beim vierten Fantreffen zur Fernsehserie M jak miłość in Gdynia im August 2010

Katarzyna Cichopek (* 7. Oktober 1982 in Warschau) ist eine polnische Schauspielerin. Bekanntheit erlangte sie zudem als Teilnehmerin und Siegerin in der polnischen Fassung der Sendung Strictly Come Dancing.

## Schauspielerei
Cichopek spielte in vielen polnischen Fernsehserien mit. Ihre bekannteste Rolle spielt sie seit 2000 in der Serie M jak miłość. Weitere bedeutende Rollen hatte sie in der Serie Boża Podszewka (1997) und in dem Film Dziki.

## Tanzwettbewerbe
Mit Marcin Hakiel als professionellem Tänzer nahm die Schauspielerin an der 2. Staffel der polnischen Fassung der Sendung Let’s Dance – Taniec z gwiazdami – teil. Das Paar gewann die Sendung. Anfang 2007 wurde eine Sondersendung unter dem Titel Finał Finałów veranstaltet, an der die Siegerpaare der ersten sechs Staffeln teilnahmen. Sie konnten auch hier gewinnen, nachdem sie für alle fünf Tanzvorführungen von der Jury die höchstmögliche Punktzahl von 40 Punkten erhalten hatten. Mit dem Sieg qualifizierte sich das Paar automatisch als polnische Vertreter für den Eurovision Dance Contest. Beim Eurovision Dance Contest 2007 stellte das Paar einen Cha-Cha-Cha sowie eine Mischung aus Rumba und Samba vor und erhielt dafür 85 Punkte und erreichte den vierten Platz unter 16 Teilnehmern.

### Überblick

#### Taniec z gwiazdami
| Woche     | Tanz / Tänze                   | Jurywertung      |
| --------- | ------------------------------ | ---------------- |
| 1         | Langsamer Walzer               | 36               |
| 2         | Rumba                          | 36               |
| 3         | Tango                          | 36               |
| 4         | Paso Doble                     | 36               |
| 5         | Samba                          | 36               |
| 6         | Slowfox                        | 35               |
| 7         | Jive                           | 34               |
| 8         | Quickstep & Rumba              | (34 & 40) 74     |
| 9         | Cha-Cha-Cha & Langsamer Walzer | (35 & 40) 75     |
| 10 Finale | Samba, Tango & Freestyle       | (39,39 & 40) 118 |

#### Finał Finałów
| Runde | Tanz / Tänze                   | Jurywertung  |
| ----- | ------------------------------ | ------------ |
| 1     | Langsamer Walzer & Cha-Cha-Cha | (40 & 40) 80 |
| 2     | Rumba & Tango                  | (40 & 40) 80 |
| 3     | Freestyle                      | 40           |